# Womaneater
Womaneater (noto anche come The Woman Eater) è un film horror a basso costo del 1958 diretto da Charles Saunders ed interpretato da George Coulouris e Vera Day.

## Trama
Al Club degli Esploratori di Londra, il dottor Moran racconta agli altri membri di aver scoperto dell'esistenza di una tribù nelle profondità della giungla amazzonica che ha un JuJu miracoloso che può riportare in vita i morti e che sta organizzand una spedizione per andare a cercarla. L'uomo trova la tribù ed assiste a una cerimonia segreta nella quale una giovane donna, incantata dal suono dei tamburi, viene divorata da un grande albero carnivoro.
Cinque anni dopo, il dottor Moran sta conducendo esperimenti con l'albero cannibale che ha portato con sé, insieme al membro della tribù Tanga. I due rapiscono una giovane ragazza, Susan Curtis, e Tanga la dà in pasto all'albero. Moran estrae dalla pianta un siero che pensa possa riportare in vita i morti ma l'esperimento fallisce: un cuore morto in cui Moran inietta il siero si rianima, ma smette di battere di nuovo pochi istanti dopo. Moran intuisce che ha bisogno di più siero per ottenere un risultato soddisfacente.
Il sergente di polizia Bolton si reca da Moran per fargli domande circa la scomparsa di Susan ma il dottore nega di averla mai vista. Quella sera, alla fiera dei divertimenti locale, Jack Venner stringe amicizia con Sally Norton sta lavorando ad uno spettacolo nel quale balla la "hula-hula" per attirare i clienti. Il giorno seguente Sally, licenziata dopo che il suo capo ha avulto un alterco con Jack, si presenta dal giovane, il quale le suggerisce di parlare con il dottor Moran per diventare assistente della governante di Moran, Margaret Santor. Moran assume Sally nonostante le obiezioni di Margaret.
Dopo che il sospettoso ispettore Brownlow interroga di nuovo Moran sulla scomparsa di Susan, Moran e Tanga estraggono altro siero dall'albero, anche se senza ulteriori sacrifici. Moran dice che la sua scienza inglese può migliorare il juju di Tanga, ma Tanga è scettico della cosa. In seguito Moran si reca a Londra e rapisce una ragazza, Judy, e la fa dare in pasto all'albero.
Stanco delle lamentele e delle scenate di gelosia di Margaret nei confronti di Sally, l'uomo decide di mandarla via e offre il suo posto a Sally. La ragazza gli dice che gli farà sapere la sua decisione l'indomani e poi si reca da Jack per dirle che intende lasciare il posto di lavoro perché ha terrore del dottor Moran. La donna promette a Jack di licenziarsi il giorno seguente e di recarsi subito da lui dopo averlo fatto.
Dopo l'ennesima scenata di gelosia, Moran rivela a Margaret di averla tenuta a lavorare con sè solo per carità. La donna, che è innamorata da anni di lui e che era stata la sua amante prima che lui andasse in Amazzonia, in preda all'ira tenta di pugnalarlo. Nasce tra i due una colluttazione e Moran finisce con lo strangolare Margaret.
L'indomani Sally dice a Moran di non accettare la sua proposta di lavoro; ma l'uomo si rifiuta di lasciarla andare e le confessa il suo amore. Sally è sconvolta e Moran la chiude a chiave nel suo laboratorio. Quando Jack, dopo averla attesa invano per ore, va a cercarla, Moran gli dice che la ragazza se n'è andata quella mattina. Jack e Moran discutono su dove si trovi Sally e Jack va alla polizia per informarla dei suoi sospetti. La polizia ha nuove prove sulla scomparsa di Susan (un brandello strappato del suo vestito è stato trovato vicino alla casa di Moran) e loro e Jack vanno ad affrontare Moran.
Nel laboratorio, Moran inietta il siero estratto dall'albero a Margaret riportandola in vita ma la donna è ormai solo uno zombie senza cervello. Moran intuisce di essere stato imbrogliato dagli uomini della tribù di Tanga, i quale gli hanno rivelato solo una parte del segreto per resuscitare i morti. L'indigeno compiaciuto gli rivela che la parte mancante del segreto è solo per gli uomini della tribù. Margaret si muove verso Sally per aggredirla, ma cade morta prima di poterle fare del male.
Tanga cerca quindi di dare in pasto Sally all'albero, ma viene fermato da Moran. Mentre il dottore e Tanga lottano, arrivano Jack e la polizia. Mentre Sally scappa con Jack, Moran, deciso a vendicarsi di Tanga per averlo tradito, lancia una fiala di liquido sull'albero incendiandolo. Mentre Moran tenta di fuggire, Tanga gli lancia il suo coltello, uccidendolo; poi l'indigeno si inginocchia davanti all'albero in fiamme continuando ad adorarlo mentre viene consumato dal fuoco.

## Produzione
Secondo film di Saunders in cui Coulouris ha recitato, dopo The Man Without a Body (1957), Womaneater è stato girato ai Twickenham Studios nel Sussex anche se alcune scene sono state girate fuori dallo studio.
Secondo il critico cinematografico britannico John Hamilton, "il budget già risicato fu messo a dura prova da un incendio accidentale scoppiato poco prima dell'inizio delle riprese che ridusse l'albero originale in cenere e lasciò al reparto oggetti di scena pochi giorni di tempo per costruire un'alternativa insoddisfacente".

## Distribuzione
Womaneater venne distribuito nei cinema britannici nell'aprile 1958 dalla Eros Films in doppia programmazione con F.B.I. New York intercetta Stoccolma, un dramma poliziesco svedese del 1957.
Negli Stati Uniti venne distribuito dalla Columbia Pictures nel luglio del 1959 con il titolo The Woman Eater e in doppia programmazione con Uomini H, un film di fantascienza giapponese del 1958.
Nel Regno Unito, il film ricevette un certificato X dal British Board of Film Censors (BBFC), il che significava che il film non era adatto a persone di età pari o inferiore ai 16 anni. Tuttavia, negli Stati Uniti, il film sembra essere stato promosso come un film per bambini.